# Christopher Buchholz
Christopher Buchholz (* 4. Februar 1962 in Los Angeles) ist ein deutscher Schauspieler und Regisseur. Er ist Sohn der Schauspielerin Myriam Bru und des Schauspielers Horst Buchholz, dem er die Dokumentation Horst Buchholz … mein Papa widmete.

## Leben
1986 spielte Christopher Buchholz seine erste große Rolle in der Verfilmung Das Attentat, in der er den Papst-Attentäter Mehmet Ali Ağca verkörperte.
1990 erschien er in einigen Episoden der Serie Das Erbe der Guldenburgs. Außerdem spielte er 1994 in einer Folge der Serie Ein Fall für Zwei und 1996 in Mord ist ihr Hobby mit.
2003 war er im Film Luther neben Peter Ustinov zu sehen und 2004 in der Produktion Stauffenberg, wo er den Bruder des Protagonisten verkörperte. Im gleichen Jahr engagierte ihn Michelangelo Antonioni für seinen Film Eros.
Zusammen mit seiner Mutter und seiner Schwester Beatrice verwirklichte er noch im Herbst 2003 den Wunsch seines Vaters nach einer Biografie, für die dieser schließlich selbst nicht mehr genug Zeit hatte. Sie brachten gemeinsam mit „Horst Buchholz – Sein Leben in Bildern“ einen Bildband mit biografischen Anmerkungen heraus, der sein Lebenswerk würdigt.
Zwei Jahre später veröffentlichte Christopher dann die Filmdokumentation Horst Buchholz … mein Papa über seinen berühmten Vater, bei der er Regie führte und sehr persönliche Einblicke in das Leben von Horst Buchholz gibt. Von 2010 bis 2024 war Buchholz Leiter der Französischen Filmtage Tübingen-Stuttgart.
Buchholz ist Mitglied der Deutschen Filmakademie.

## Filmografie (Auswahl)
- 1986: Das Attentat
- 1988: Das Haus in der Carroll Street (The House on Carroll Street)
- 1990: Das Erbe der Guldenburgs (Fernsehserie, 9 Folgen)
- 1990: Scheiß auf den Tod (S'en fout la mort)
- 1992: Diên Biên Phú – Symphonie des Untergangs (Diên Biên Phu)
- 1992: Undine
- 1994: Ein Fall für Zwei (Fernsehserie)
- 1996: Mord ist ihr Hobby (Murder, She Wrote, Fernsehserie)
- 2003: Der Seerosenteich (Fernsehzweiteiler)
- 2003: Luther
- 2004: Stauffenberg
- 2004: Eros
- 2006: Drei Schwestern made in Germany
- 2006: Kommissar Moulin (Commissaire Moulin; Fernsehserie, 1 Folge)
- 2007: Commissario Laurenti – Tod auf der Warteliste
- 2008: Commissario Laurenti – Der Tod wirft lange Schatten
- 2008: Die Helden aus der Nachbarschaft
- 2009: Commissario Laurenti – Totentanz
- 2010: 180° – Wenn deine Welt plötzlich Kopf steht
- 2010: Shanghai
- 2011: Das Meer am Morgen
- 2013, 2014: Un Village Français – Überleben unter deutscher Besatzung (Un Village Français, Fernsehserie, 5 Folgen)
- 2014: Tatort: Blackout
- 2015: Der Staat gegen Fritz Bauer
- 2015: Malgré la nuit
- 2018: 3 Tage in Quiberon
- 2018: Zone Rouge
- 2021: The Middle Man
- 2022: Marie Antoinette (Fernsehserie, 1 Folge)
- 2025: Sie glauben an Engel, Herr Drowak?

## Auszeichnungen
- 2014: Chevalier des Arts et des Lettres[2]

## Belege
1. ↑  Christopher Buchholz. In: deutsche-filmakademie.de. Deutsche Filmakademie, abgerufen am 6. Mai 2019.
2. ↑  Botschafter Gourdault-Montagne zeichnet Cinéasten Rois und Buchholz bei Berlinale-Abend aus. (Memento des Originals vom 5. Juni 2016 im Internet Archive)  Info: Der Archivlink wurde automatisch eingesetzt und noch nicht geprüft. Bitte prüfe Original- und Archivlink gemäß Anleitung und entferne dann diesen Hinweis. Französische Botschaft Berlin, 12. Februar 2014, abgerufen am 3. März 2018.

| Personendaten    | Personendaten                           |
| ---------------- | --------------------------------------- |
| NAME             | Buchholz, Christopher                   |
| ALTERNATIVNAMEN  | Rhode, Christopher; Rode, Christopher   |
| KURZBESCHREIBUNG | deutscher Film- und Fernsehschauspieler |
| GEBURTSDATUM     | 4. Februar 1962                         |
| GEBURTSORT       | Los Angeles                             |